# Oxira stictica
Oxira stictica är en fjärilsart som beskrevs av Gustave Arthur Poujade 1887. Oxira stictica ingår i släktet Oxira och familjen nattflyn. Inga underarter finns listade i Catalogue of Life.